# Familia criminal Lucchese
La familia criminal Lucchese (pronunciado /lukˈkeːze; -eːse/) es una familia criminal de la mafia estadounidense y una de las "Cinco Familias" que dominan las actividades del crimen organizado en la ciudad de Nueva York, Estados Unidos. Los miembros se refieren a la organización como la borgata lucchese; borgata (o brugard) es término del argot mafioso para banda criminal, que a su vez derivó de la palabra siciliana  que significa comunidad unida. Los miembros de otras familias del crimen a veces se refieren a los miembros de la familia Lucchese como "Lukes".
La familia se originó a principios de la década de 1920 con Gaetano Reina ejerciendo como jefe hasta su asesinato en 1930. Se hizo cargo de ella Tommy Gagliano durante la Guerra de los Castellammarenses, y la dirigió hasta su muerte en 1951. Conocida como la familia criminal Gagliano, la familia mantuvo sus actividades de bajo perfil, concentrando sus esfuerzos en el Bronx, Manhattan y Nueva Jersey.
El siguiente jefe fue Tommy Lucchese, que había sido subjefe de Gagliano durante más de 20 años. Lucchese llevó a la familia a convertirse en una de las más poderosas de la Comisión. Lucchese se asoció con el jefe de la familia criminal Gambino, Carlo Gambino, para controlar el crimen organizado en la ciudad de Nueva York. Tenía un bastión en la industria de la confección en Nueva York y tomó el control de muchos garitos para la familia.
Cuando Lucchese murió de un tumor cerebral en 1967, Carmine Tramunti controló la familia durante un breve periodo. Fue detenido en 1973 por financiar una importante red de heroína y murió cinco años después. Anthony Corallo se hizo entonces con el control de la familia. Corallo era muy reservado y pronto se convirtió en uno de los miembros más poderosos de la Comisión. Fue arrestado y condenado en el famoso Juicio a la Comisión de la Mafia de 1986.
Durante la mayor parte de su historia, la familia Lucchese fue considerada una de las familias criminales más pacíficas del país. Sin embargo, eso cambió cuando Corallo nombró sucesor a Victor Amuso poco antes de ingresar en prisión. Más tarde, Amuso ascendió a uno de sus aliados más cercanos, Anthony Casso, a subjefe. A partir de 1986, Amuso y Casso instauraron uno de los reinados más sangrientos de la historia de la Mafia, ordenando el asesinato de prácticamente cualquier persona que se cruzara en su camino. Se calcula que el propio Casso asesinó a entre 30 y 40 personas y ordenó más de 100 asesinatos durante su reinado; fue condenado a 455 años de cárcel. Casso también tenía autoridad sobre los detectives de la policía de Nueva York Louis Eppolito y Stephen Caracappa. Ambos llevaron a cabo al menos ocho asesinatos para él.
Amuso fue detenido en 1991 y condenado a cadena perpetua. Varios miembros de la familia Lucchese, temiendo por sus vidas, se convirtieron en informantes. El más destacado de ellos fue el jefe en funciones Alphonse D'Arco, que se convirtió en el primer jefe de una familia del crimen de Nueva York en testificar contra la mafia. Esto llevó a la detención de toda la jerarquía de la familia Lucchese, en la que Casso también se convirtió en informante. El testimonio de estos informadores estuvo a punto de destruir a la familia, y hasta la mitad de sus miembros acabaron encarcelados. Amuso sigue gobernando la familia desde la cárcel.

## Historia

### Primeros años
La historia temprana de la familia criminal Lucchese se remonta a los miembros de la Banda Morello con base en Harlem del Este y el Bronx. Gaetano "Tommy" Reina abandonaría a los Morello en la época de la Primera Guerra Mundial y crearía su propia familia con base en Harlem del Este y el Bronx. Como líder de la familia, Reina evitó la Guerra entre la Mafia y la Camorra por el control de la ciudad de Nueva York. En su lugar, se centró en controlar el negocio de distribución de hielo a domicilio en toda la ciudad.
Durante los primeros años de la década de 1920, Reina se convirtió en un poderoso jefe de la Época de la Prohibición y se alineó con Joseph Masseria, el jefe criminal italoestadounidense más poderoso de Nueva York. En 1930, la Guerra de los Castellammarenses comenzó cuando Masseria luchó con el jefe siciliano rival Salvatore Maranzano. En ese momento, Masseria empezó a exigir una parte de los beneficios criminales de Reina, lo que llevó a Reina a considerar la posibilidad de cambiar su lealtad a Maranzano. Cuando Masseria se enteró de la posible traición de Reina, conspiró con el lugarteniente de Reina Tommy Gagliano para matarle.
El 26 de febrero de 1930, el pistolero Vito Genovese asesinó a Reina frente al apartamento de su tía. Con Reina muerto, Masseria pasó por alto a Gagliano, que esperaba tomar el control de la banda de Reina, e instaló a su subordinado Joseph "Fat Joe" Pinzolo como jefe. Furiosos por esta traición, Gagliano y Tommy Lucchese desertaron en secreto a favor de Maranzano. En septiembre de 1930, Lucchese atrajo a Pinzolo a un edificio de oficinas de Manhattan, donde Pinzolo fue asesinado. Esto permitió a Gagliano tomar el control de la familia Reina, meses más tarde, el 15 de abril de 1931, Masseria fue asesinado poniendo fin a la guerra.

### Los dos Tommy

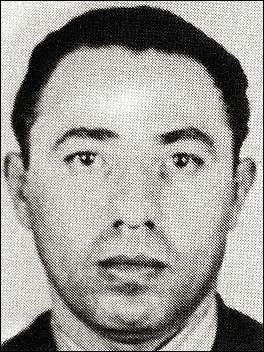
Foto del capo Thomas Gagliano

Tras el asesinato de Masseria, Maranzano organizó una reunión de la mafia y se proclamó el nuevo Capo di tutti capi (jefe de todos los jefes) de la mafia estadounidense. Maranzano esbozó un plan de paz a todos los jefes de la mafia siciliana e italiana de Estados Unidos. Habría 24 organizaciones (que se conocerían como "familias") en todo el país que elegirían a sus propios jefes. Maranzano también reorganizó todas las bandas italoestadounidenses de Nueva York en cinco familias que serían dirigidas por Lucky Luciano, Vincent Mangano, Joseph Profaci, Gagliano y él mismo. A Gagliano se le adjudicó la antigua organización Reina, con Lucchese como subjefe.
Sin embargo, Luciano y otros miembros de la mafia no estaban dispuestos a servir bajo las órdenes de Maranzano. Cuando Maranzano se enteró de la desafección de Luciano, contrató a un pistolero para que lo matara. Sin embargo, en septiembre de 1931 Luciano golpeó primero. Varios asesinos judíos proporcionados por Meyer Lansky, socio de Luciano, asesinaron a Maranzano en su oficina. Luciano se convirtió en el mafioso más poderoso de Nueva York.
Luciano mantuvo la estructura familiar creada por Maranzano, pero eliminó al jefe de jefes en favor de un órgano de gobierno, La Comisión. La responsabilidad de la Comisión era regular los asuntos de las familias y resolver todas las diferencias entre ellas. Los primeros miembros de la Comisión fueron Luciano, Gagliano, Bonanno, Profaci, Mangano, el jefe de la Chicago Outfit Al "Scarface" Capone y el jefe de la familia de Búfalo Stefano Magaddino, con Luciano como presidente. Aunque la Comisión era técnicamente una institución democrática, en realidad estaba controlada por Luciano y sus aliados.
Durante las décadas de 1930 y 1940, Gagliano y Lucchese llevaron a su familia a áreas rentables de las industrias del transporte por carretera y la confección. Cuando Luciano fue enviado a prisión por Proxenetismo en 1936, una alianza rival tomó el control de la Comisión. La alianza de Mangano, Bonanno, el jefe de la familia criminal de Búfalo Stefano Magaddino y Profaci utilizó su poder para controlar el crimen organizado en Estados Unidos. Consciente de su vulnerabilidad, Gagliano evitó oponerse a esta nueva alianza. Gagliano era un hombre tranquilo que evitaba los medios de comunicación y se mantenía alejado de las calles. Prefería transmitir sus órdenes a la familia a través de Lucchese y otros pocos aliados cercanos.
Por el contrario, Lucchese era la cara pública de la familia que cumplía las órdenes de Gagliano. En 1946, Lucchese asistió a la Conferencia de La Habana de la Cosa Nostra en Cuba en representación de Gagliano. Gagliano mantuvo un perfil tan bajo que prácticamente no se sabe nada de sus actividades desde 1932 hasta que se retiró o murió entre 1951 y 1953.

### La era Lucchese

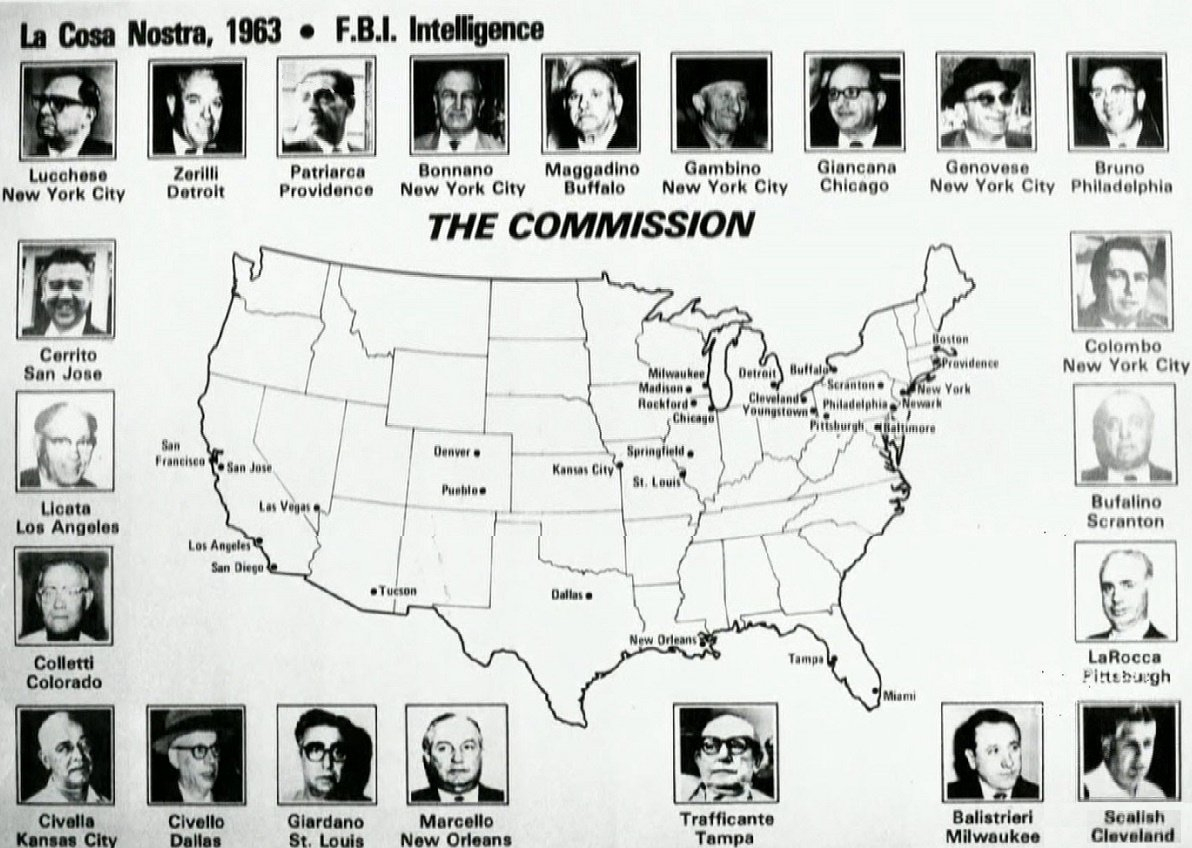
Ficha de la Comisión de La Cosa Nostra del FBI de 1963

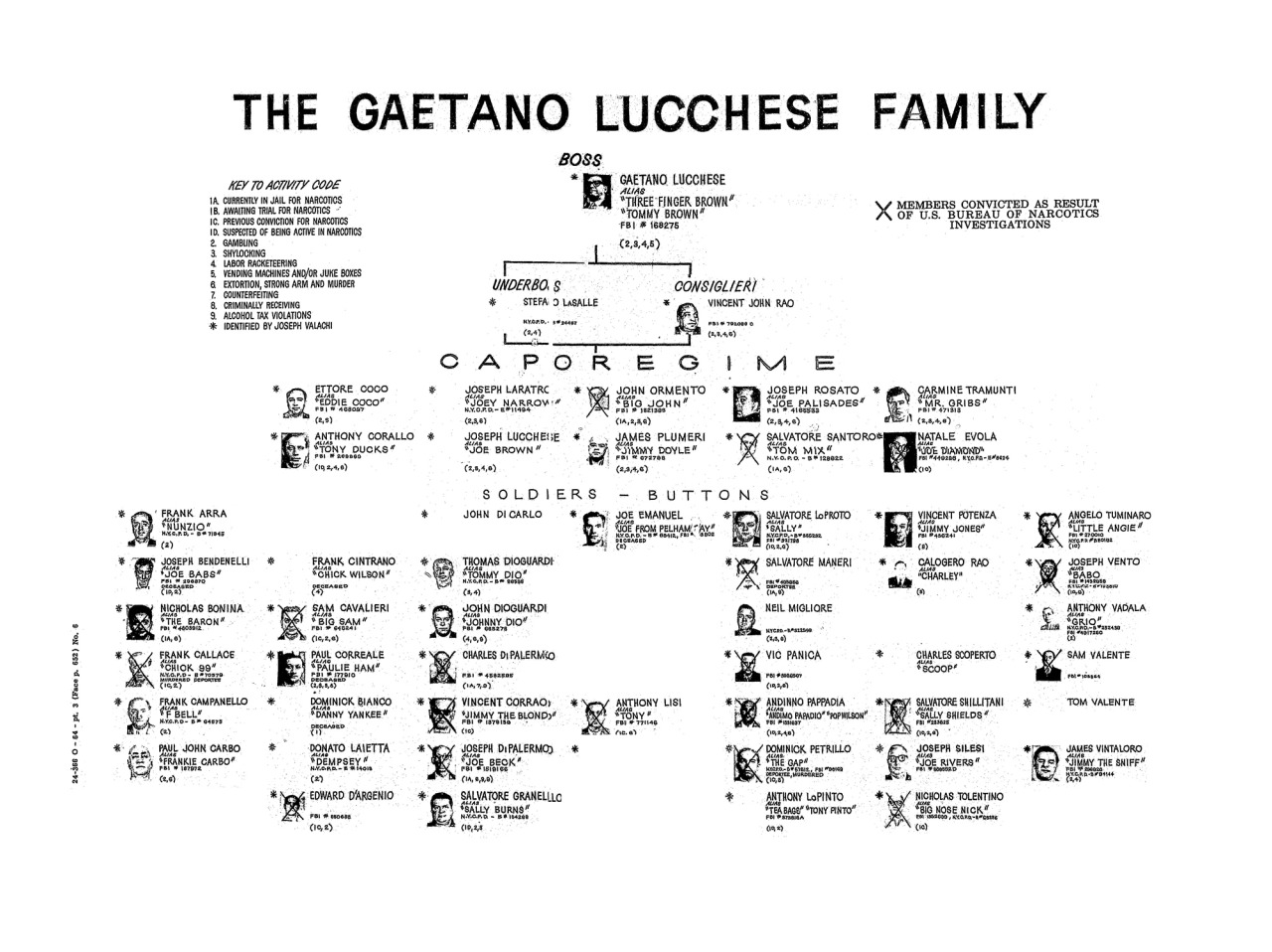
Gráfico de la familia Lucchese durante las Audiencias Valachi en 1963

Tras la jubilación o muerte de Gagliano, Lucchese se convirtió en jefe y nombró a Vincenzo Rao como consigliere y a Stefano LaSalle como subjefe. Lucchese continuó con las políticas de Gagliano, convirtiendo a la ahora familia Lucchese en una de las más rentables de Nueva York. Lucchese estableció el control sobre los locales sindicales de los estibadores, las cooperativas de trabajadores y asociaciones comerciales, y sobre los garitos en el nuevo Aeropuerto de Idlewild. Lucchese también amplió las operaciones familiares en el Garment District de Manhattan y en actividades relacionadas con la industria del transporte por carretera en los alrededores de Nueva York.
Lucchese estableció estrechas relaciones con muchos políticos poderosos de Nueva York, incluidos los alcaldes William O'Dwyer y Vincent Impellitteri y miembros del poder judicial que ayudaron a la familia en numerosas ocasiones. Durante todo su régimen, Lucchese mantuvo un perfil bajo y se ocupó de que sus hombres estuvieran bien atendidos.
Durante la década de 1950, Lucchese controló una red de narcotráfico con Santo Trafficante Jr., el jefe de la familia criminal de Tampa. Trafficante Jr. se reunía con frecuencia con Lucchese en Nueva York para cenar.
Cuando Lucchese se convirtió en jefe, ayudó a Vito Genovese y Carlo Gambino en sus luchas por hacerse con el control de sus familias. Los tres conspiraron para hacerse con el control de la Comisión buscando asesinar a los jefes Frank Costello y Albert Anastasia. El 2 de mayo de 1957 Costello sobrevivió a un intento de asesinato e inmediatamente decidió retirarse como jefe de su familia en favor de Vito Genovese. El 25 de octubre de 1957, los hermanos Gallo (de la familia Colombo) asesinaron a Anastasia lo que permitió a Gambino convertirse en jefe de su propia familia.
Lucchese y Gambino empezaron entonces a conspirar para eliminar a su antiguo aliado Genovese. Tras la desastrosa reunión de Apalachin de 1957, Genovese perdió mucho respeto en la Comisión. En 1959, con la ayuda de Luciano, Costello y Meyer Lansky, Genovese fue arrestado por cargos de drogas.
Gambino y Lucchese asumieron el control total de la Comisión de la Mafia. En 1960, respaldaron a los hermanos Gallo en su rebelión contra el jefe de la familia Profaci, Joe Profaci. Gambino y Lucchese vieron la guerra como una forma para hacerse cargo de los garitos de los Profaci. Tras descubrir un complot de Joseph Bonanno para asesinarlos, Lucchese y Gambino utilizaron la Comisión para despojar a Bonanno de su papel de jefe. Este juego de poder inició una guerra en el seno de la familia Bonanno y sirvió para fortalecer a las familias Lucchese y Gambino.
En 1962, Thomas, el hijo mayor de Gambino, se casó con Frances, la hija de Lucchese, reforzando así la alianza Gambino-Lucchese. Lucchese llevó una vida tranquila y estable hasta su muerte por un tumor cerebral el 13 de julio de 1967. En el momento de su muerte, no había pasado ni un día en la cárcel en 44 años de vida criminal.
Lucchese dejó a su familia en una posición muy poderosa en la ciudad de Nueva York. La familia Lucchese tenía un bastión en Harlem del Este y el Bronx y se componía de alrededor de 200 miembros "hechos". La intención de Lucchese era que le sucediera el capo Anthony Corallo. Sin embargo, como estaba encarcelado en ese momento, nombró a otro capo de larga trayectoria, Carmine Tramunti, como jefe en funciones hasta la liberación de Corallo.

### Tramunti y la conexión francesa
En la época de su nombramiento como jefe temporal, Carmine "Mr. Gribbs" Tramunti estaba enfermo. Con el supuesto "jefe"  Anthony "Tony Ducks" Corallo en prisión, se esperaba que Tramunti mantuviera el poder hasta la liberación de Corallo. Tramunti enfrentó varios cargos criminales durante su etapa como jefe en funciones y finalmente fue condenado por financiar una gran operación de contrabando de heroína, la infame Conexión francesa. Este esquema fue responsable de la distribución de millones de dólares en heroína a lo largo de la Costa Este durante los primeros años setenta.
Antes del juicio de la Conexión francesa, la heroína incautada se almacenó en el depósito de bienes y pruebas de la policía de Nueva York a la espera del juicio. En un descarado plan, los delincuentes robaron de la sala cientos de kilogramos de heroína por valor de 70 millones de dólares y los sustituyeron por bolsas de harina. Los agentes descubrieron el robo cuando observaron que unos insectos se estaban comiendo la supuesta heroína. Aún se desconoce el alcance y la profundidad de esta trama, pero las autoridades sospechan que los ladrones contaron con la ayuda de agentes corruptos de la policía de Nueva York. Algunos de los conspiradores fueron condenados a penas de cárcel, entre ellos Vincent Papa (posteriormente asesinado en la prisión de Atlanta, Georgia), Virgil Alessi y Anthony Loria. En 1974, tras el encarcelamiento de Tramunti, Corallo finalmente se hizo cargo de la familia.

### Corallo y el Jaguar

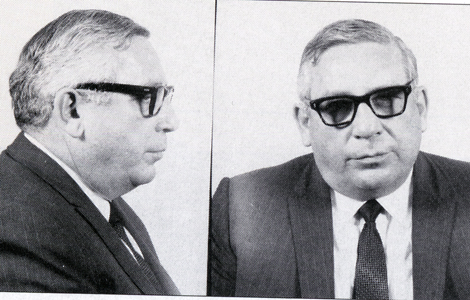
Ficha policial de Anthony Corallo

Tras el encarcelamiento de Tramunti en 1974, Anthony Corallo se hizo finalmente con el control de la familia Lucchese. Corallo procedía de la facción Queens de la familia. Conocido como "Tony Ducks" por su facilidad para eludir las condenas penales, Corallo era un jefe que encajaba perfectamente en el molde de Lucchese. Corallo había estado muy involucrado en el chantaje laboral y trabajó estrechamente con Jimmy Hoffa, el presidente de los estibadores, durante las décadas de 1940 y 1950. Corallo también mantenía estrechos vínculos con el Sindicato de Pintores y Decoradores, el Sindicato de Trabajadores de Conductos y el Sindicato Unido de Trabajadores Textiles. Corrallo nombró a Salvatore "Tom Mix" Santoro como subjefe y supervisor de todas las operaciones de chantaje laboral y de la construcción en Nueva York, y a Christopher "Christie Tick" Furnari como reputado consigliere. La familia prosperó bajo el liderazgo de Corallo, especialmente en el tráfico de estupefacientes, el chantaje laboral y las grandes apuestas ilegales.
Corallo nunca hablaba de negocios durante los interrogatorios, por temor a que el FBI estuviera vigilando las conversaciones. En su lugar, utilizaba el teléfono del Jaguar propiedad de su guardaespaldas y chofer. Corallo fue conducido por Nueva York mientras hablaba por teléfono de negocios. Salvatore "Sal" Avellino y Aniello "Neil" Migliore trabajaron como chóferes de Corallo durante los años 70 y 80.
Corallo, un gran admirador de la facción de Nueva Jersey de la familia, supuestamente incorporó y ascendió a Anthony "Tumac" Accetturo y Michael "Mad Dog" Taccetta a la organización y los puso a cargo de the Jersey Crew, que supuestamente controlaba la mayoría de las operaciones de préstamos y apuestas ilegales en Newark, Nueva Jersey, en ese momento.
A principios de la década de 1980, el FBI consiguió por fin colocar un micrófono en el Jaguar. El FBI grabó a Corallo hablando largo y tendido sobre asuntos de la mafia, incluyendo apuestas ilegales, chantaje laboral, tráfico de drogas y asesinatos. Corallo fue detenido y juzgado junto con todos los jefes de las Cinco Familias de la época. Este juicio se conoció como el Juicio de la Comisión de la Mafia.
El 16 de diciembre de 1985, el jefe de la familia criminal Gambino Paul Castellano fue asesinado sin la aprobación de la Comisión. La familia Genovese y Lucchese se aliaron y tramaron el asesinato de John Gotti. La alianza hizo asesinar al subjefe de los Gambino, Frank DeCicco, pero fracasó en sus intentos de matar a Gotti.
Corallo, Santoro y Furnari fueron acusados en el Juicio de la Comisión de la Mafia de 1986. A medida que avanzaba el juicio, Corallo se dio cuenta de que toda la jerarquía Lucchese estaba a punto de ser diezmada. No sólo era casi seguro que él, Santoro y Furnari serían condenados, sino que se enfrentaban a penas que, a su edad, prácticamente les asegurarían la muerte en prisión. En otoño de 1986, Corallo eligió a Anthony "Buddy" Luongo como jefe en funciones. Sin embargo, Luongo desapareció en 1986.
La última elección de Corallo fue Vittorio "Vic" Amuso, el capo de la antigua banda de Furnari. Supuestamente, tanto Amuso como otro antiguo protegido de Furnari, Anthony "Gaspipe " Casso, eran candidatos para el puesto. Las pruebas sugieren que Corallo quería a Casso, pero éste le convenció para que eligiera a Amuso. Amuso se convirtió oficialmente en jefe en enero de 1987, cuando Corallo, Santoro y Furnari fueron condenados a 100 años de cárcel. Amuso convirtió a Casso en su subjefe en 1989, lo que le permitió ejercer una gran influencia en las decisiones de la familia. Corallo y Santoro murieron en prisión en 2000, mientras que Furnari fue liberado en 2014.

### Los puños de hierro de Amuso y Casso
[[Imagen:CassoAmusoFBI.jpg|thumb|Foto de vigilancia del FBI de Casso (derecha) con el jefe de la familia Lucchese, Vittorio Amuso.

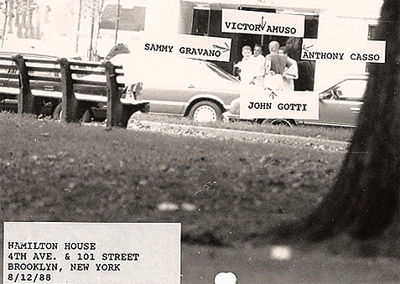
Fotografía de vigilancia del FBI de Amuso, Casso, Gotti y Gravano

A finales de la década de 1980, la familia Lucchese atravesó un periodo de gran agitación. Vittorio "Vic" Amuso y su feroz subjefe, Anthony "Gaspipe" Casso, los primeros miembros del ala de Brooklyn de la familia en dirigirla, instauraron uno de los reinados más violentos de la historia de la mafia estadounidense. Ambos estaban muy implicados en el chantaje laboral, la extorsión y el tráfico de drogas, y habían cometido numerosos asesinatos. Amuso y Casso eran grandes rivales del jefe de la familia criminal Gambino John Gotti y grandes aliados del jefe de la familia criminal Genovese Vincent "Chin" Gigante.
Se hicieron famosos en 1986. Enfadados por el asesinato del jefe gambino Paul Castellano, Corallo y Gigante conspiraron para asesinar a Gotti. Corallo dio el contrato a Amuso y Casso. El 13 de abril de 1986, un coche bomba mató al subjefe de los Gambino Frank DeCicco, pero no alcanzó a Gotti. Este intento de asesinato desencadenó una larga y confusa "tensión" entre estas tres familias del crimen con muchas muertes registradas en todos los bandos.
A finales de la década de 1980, Amuso empezó a exigir el 50% de los beneficios generados por Jersey Crew. Los líderes de New Jersey, Anthony Accetturo y Michael Taccetta, rechazaron la demanda de Amuso. En represalia, Amuso y Casso ordenaron matar a toda la Jersey Crew, la ya famosa orden de "matar a Jersey". Los convocó a una reunión en Brooklyn. Temiendo por sus vidas, todos los miembros de la banda de Jersey faltaron a la reunión y se escondieron. Taccetta y Accetturo fueron juzgados en 1990.
Tanto Amuso como Casso se vieron implicados en un caso relacionado con la colocación de miles de ventanas en Nueva York a precios inflados, y la pareja pasó a la clandestinidad ese mismo año, nombrando jefe en funciones a Alphonse "Little Al" D'Arco. Durante los años siguientes, Amuso y Casso gobernaron la familia desde la distancia y ordenaron la ejecución de cualquiera que consideraran problemático, normalmente por considerarlos rivales o posibles informantes. Todo esto convenció a muchos veteranos Lucchese de que Amuso y Casso ya no actuaban ni pensaban racionalmente.

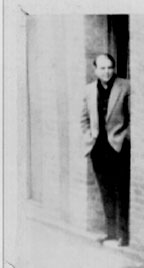
Alphonse D'Arco en una foto de vigilancia del FBI de los años 70

Lo que siguió fue una serie de golpes fallidos a miembros de la familia sospechosos de ser informantes. Irónicamente, estos golpes provocaron que varios miembros de la familia se convirtieran en informantes. Amuso ordenó el asesinato del capo Peter "Fat Pete" Chiodo, que, junto con Casso, estaba a cargo de la operación Caso Ventanas. Recibió 12 disparos, pero sobrevivió. Después de que Amuso ordenara golpear a la mujer y a la hermana de Chiodo, violando las normas que prohíben desde hacía tiempo hacer daño a las mujeres, Chiodo se convirtió en prueba de cargo y proporcionó toda la operación de las ventanas que llegó a controlar 150 millones de dólares en sustituciones de ventanas, vendidas en la ciudad de Nueva York. Como Amuso también sancionó el golpe a Anthony Accetturo, que estaba siendo juzgado en 1990, también cooperó con el gobierno.

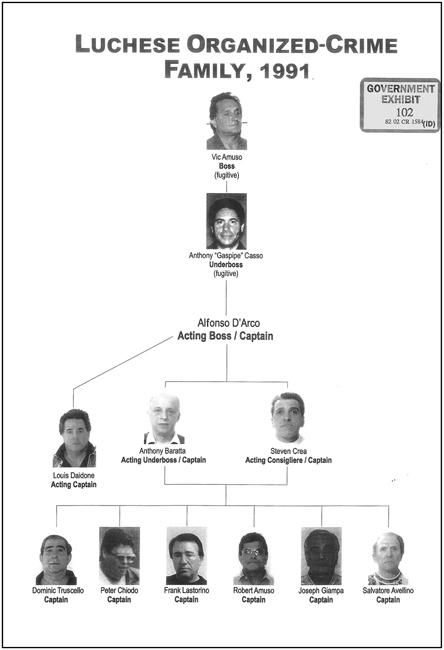
Esquema de la familia criminal Lucchese en 1991

Las ejecuciones planeadas llegaron hasta el jefe en funciones D'Arco. Furioso por el fallido golpe a Chiodo, Amuso organizó el asesinato de D'Arco en un hotel de Manhattan. Sin embargo, este golpe también fracasó después de que D'Arco viera a un hombre esconder una pistola en su camisa y luego meterla en el baño. Al darse cuenta de que se trataba de un montaje clásico, D'Arco huyó para salvar su vida y se entregó a las autoridades para librarse él y su familia de Amuso y Casso y de sus exigencias cada vez más erráticas. Fue el primer jefe de una familia criminal de Nueva York, en funciones o no, en convertirse en informante.
Al parecer, Casso había conspirado con el reputado consigliere Frank Lastorino y los líderes de la facción de Brooklyn George Zappola, George Conte, Frank "Bones" Papagni y Frank Gioia Jr. para asesinar a Steven "Stevie" Crea, subjefe en funciones de Amuso en el Bronx, así como al jefe en funciones de la familia criminal Gambino John "Junior" Gotti, hijo del encarcelado John Gotti, junto con miembros de la familia criminal Genovese una vez más. Pero debido a las acusaciones masivas, ninguno de los complots se cometió.
Las fuerzas del orden acabaron dando con los dos fugitivos. El 29 de julio de 1991, el FBI capturó a Amuso en Scranton, Pensilvania, y el 19 de enero de 1993 el FBI capturó a Casso en Mount Olive, Nueva Jersey.{sfn|Raab|2005|p=511}} Amuso rechazó firmemente todas las ofertas del gobierno para llegar a un acuerdo y convertirse en testigo del gobierno. Fue declarado culpable de todos los cargos en 1992 y condenado a cadena perpetua. Creyendo que Casso había avisado al FBI con la esperanza de hacerse con el control de la familia, Amuso destituyó a Casso como subjefe y lo declaró proscrito. Ante la perspectiva de pasar el resto de su vida en prisión, Casso aceptó un trato el 1 de marzo de 1994 y empezó a revelar secretos de la familia.
Uno de los mayores secretos era que dos detectives del Departamento de Policía de Nueva York, Louis Eppolito y Stephen Caracappa, habían estado en nómina de Casso. Durante años, Eppolito y Caracappa habían proporcionado a Casso información policial sensible; Casso incluso los había utilizado en golpes. Casso relató cómo Eppolito y Caracappa, el día de Navidad de 1986, asesinaron a un hombre inocente de Brooklyn que tenía el mismo nombre que un presunto informante del gobierno. Casso declaró al gobierno que en 1992 los sicarios de Lucchese intentaron matar a la hermana de otro presunto informante, violando así la supuesta "norma" de la mafia que prohíbe la violencia contra los miembros de la familia.
Casso fue expulsado del programa de protección de testigos en 1998 después de que los fiscales alegaran numerosas infracciones, en 1997, entre ellas sobornar a guardias, agredir a otros reclusos y hacer "declaraciones falsas" sobre Sammy "el Toro" Gravano y D'Arco. En julio de 1998, el abogado de Casso intentó que el juez Frederic Block desautorizara a los fiscales federales, pero Block se negó a hacerlo. Poco después, el juez Block condenó a Casso a 455 años de prisión sin posibilidad de libertad condicional, la pena máxima permitida por las directrices sobre condenas. El 15 de diciembre de 2020, Casso falleció en prisión por complicaciones relacionadas con problemas de salud previos y la COVID-19.

### Policías mafiosos
En 1994, Casso reveló que dos respetados detectives de la policía de Nueva York trabajaron como sicarios e informantes para Casso durante los años ochenta y principios de los noventa, antes de su jubilación. Eran Louis Eppolito y Stephen Caracappa, que pasaron gran parte de sus 44 años combinados con la policía de Nueva York cometiendo asesinatos y filtrando información confidencial a la familia Lucchese. Entre 1986 y 1990, Eppolito y Caracappa participaron en ocho asesinatos y recibieron 375.000 dólares de Casso en sobornos y pagos por "contratos" de asesinato. Casso utilizó a Caracappa y Eppolito para presionar a la familia criminal Gambino asesinando a varios de sus miembros. Esto se debe a que Casso, junto con el encarcelado Amuso y el jefe de la familia criminal Genovese, Vincent Gigante, querían quitar de en medio a su rival John Gotti. Caracappa y Eppolito se consideran ahora la principal fuente de "tensión" entre estas tres familias durante finales de los ochenta y principios de los noventa.
Por un contrato, Eppolito y Caracappa secuestraron al mafioso James Hydell, lo metieron a la fuerza en el maletero de su coche y se lo entregaron a Casso para que lo torturara y asesinara. El cuerpo de Hydell nunca se encontró. Los dos detectives también dispararon a Bruno Facciolo, que fue encontrado en Brooklyn en el maletero de un coche con un canario en la boca. Tras detener al capitán de la familia criminal Gambino Edward "Eddie" Lino para un control de tráfico rutinario, los detectives lo asesinaron en la autopista en su Mercedes-Benz. En abril de 2006, Eppolito y Caracappa fueron declarados culpables de asesinar a Hydell, Nicholas Guido, John "Otto" Heidel, John Doe, Anthony DiLapi, Facciolo, Lino y Bartholomew Boriello por orden de Casso y la familia Lucchese. Fueron condenados a cadena perpetua.

### Los jefes en funciones DeFede y Crea

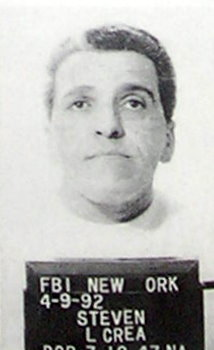
Foto policial del FBI de Steven Crea

Durante su estancia en prisión, Amuso pudo recuperar el control de la familia, después de que Anthony Casso fuera encarcelado. Amuso eligió a Joseph "Little Joe" DeFede para convertirse en su nuevo jefe en funciones. DeFede, que supervisaba el poderoso chanchullo del Garment District, ganaba al parecer entre 40.000 y 60.000 dólares al mes. DeFede puso a Steven Crea a cargo de las operaciones de chantaje de la familia en el sector laboral y de la construcción. Crea aumentó los ingresos de la familia Lucchese procedentes de estos chanchullos entre 300.000 y 500.000 dólares anuales. A mediados de la década de 1990, Amuso mantuvo el control de la familia desde la cárcel, con sus dos aliados DeFede y Crea dirigiendo los chanchullos. En 1998, mientras las fuerzas de seguridad estadounidenses seguían presionando las actividades del crimen organizado en Nueva York, DeFede fue detenido y acusado de nueve cargos de crimen organizado. DeFede se declaró culpable de los cargos y fue condenado a cinco años de prisión. Amuso se enfadó por la declaración de culpabilidad de DeFede y ascendió a Crea como nuevo jefe en funciones.
El éxito de Steven "Stevie" Crea con los chanchullos de la mano de obra y la construcción convenció a Amuso de que DeFede había estado esquilmando previamente estos beneficios. A finales de 1999, Amuso firmó un "contrato" sobre la vida de DeFede. El 6 de septiembre de 2000, Crea y otros siete miembros de los Lucchese fueron detenidos y encarcelados por cargos de extorsión, en su mayoría a la supervisión de las obras de construcción con varios capos Dominic Truscello y Joseph Tangorra.
Tras el encarcelamiento de Crea, el consigliere Louis "Lou Bagels" Daidone, tomó el control de la familia. Sin embargo, el mandato de Daidone duró poco. Tras salir de la cárcel, el asustado DeFede se convirtió en testigo del gobierno y ayudó a éste a condenar a Daidone por asesinato y conspiración. A la condena de Daidone también contribuyó el testimonio de Alphonse D'Arco en septiembre de 2004.

### Grupo dirigente
Con el arresto del jefe en funciones Louis Daidone en 2003, el jefe encarcelado Vic Amuso creó un panel gobernante de tres hombres para dirigir la familia. El panel estaba formado por los capos Aniello Migliore, Joseph DiNapoli y Matthew Madonna, que devolvieron el poder de la familia al Bronx. En febrero de 2004, un artículo del New York Post afirmaba que la familia Lucchese estaba formada por unos 9 capos y 82 soldados. En marzo de 2009, un artículo del New York Post afirmaba que la familia Lucchese constaba de aproximadamente 100 miembros "hechos".
El 18 de diciembre de 2007, dos miembros del grupo, Joseph DiNapoli y Matthew Madonna, fueron detenidos, junto con el capo de facción de Nueva Jersey Ralph V. Perna, el soldado Nicodemo Scarfo Jr. y otras personas. Las detenciones se produjeron después de que las fuerzas del orden de Nueva Jersey revelaran a través de la investigación Operation Heat] que la facción de Nueva Jersey controlaba una red de juego ilegal, blanqueo de dinero y chantaje de 2.200 millones de dólares con sede en Nueva Jersey y Costa Rica.
El 1 de octubre de 2009, la familia Lucchese fue golpeado con dos acusaciones separadas acusando a 49 miembros y asociados de soborno y crimen organizado. En la primera acusación, se detuvo a 29 miembros y asociados de la familia Lucchese. En la segunda acusación obtenida de la investigación "Operación Open House" otros 12 mafiosos Lucchese fueron acusados de soborno. La acusación acusaba al capo en funciones Andrew Disimone y a otros mafiosos de sobornar a un detective y a un sargento del Departamento de Policía de Nueva York (NYPD) haciéndose pasar por policías corruptos para proteger salas de póquer ilegales.
El 18 de noviembre de 2009, los miembros de la familia fueron acusados en el marco de la "Operación Galería Nocturna". El capo Anthony Croce, el soldado Joseph Datello, y su hermano, Frank Datello, fueron acusados de usura y de hacer apuestas desde el bar "Night Gallery" de Staten Island.

### Madonna y Crea

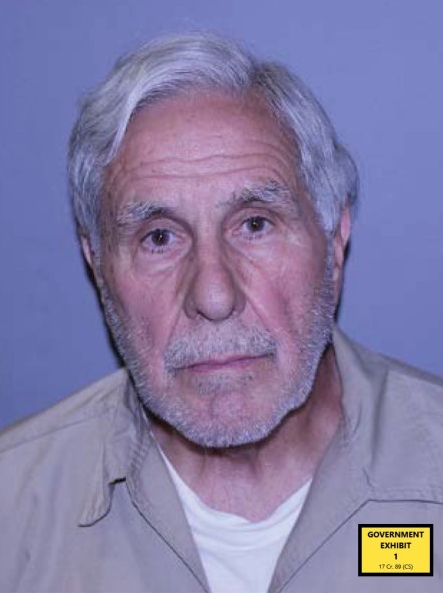
Foto de Matthew Madonna en 2017

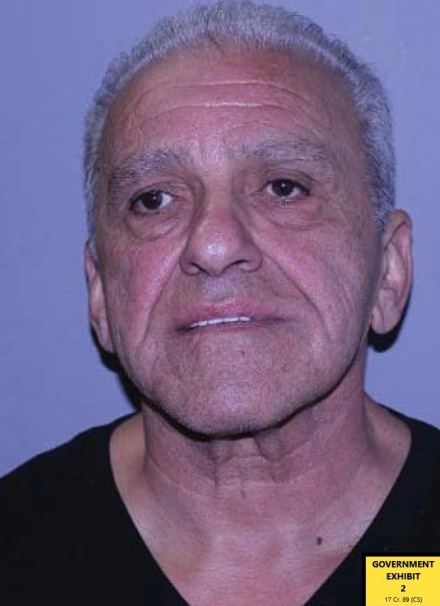
Foto de Steven Crea en 2017

Tras la disolución del panel de gobierno en 2009, Matthew Madonna asumió el cargo de jefe en funciones y Joseph DiNapoli se convirtió en el nuevo consigliere. A finales de 2009, las restricciones de la libertad condicional expiraron para el antiguo subjefe Steven Crea y pudo reincorporarse de nuevo a la cúpula de la familia.
El 16 de enero de 2013, el FBI detuvo a 29 miembros y asociados de las familias del crimen Genovese, Lucchese y Gambino por cargos de crimen organizado relacionados con su participación en empresas de venta de carros en los condados de Westchester, Rockland y Nassau, en Nueva York, y Bergen y Passaic, en Nueva Jersey. Los miembros y socios de las familias del crimen Genovese, Lucchese y Gambino controlaban las empresas de eliminación de residuos dictando qué empresas podían recoger la basura en determinados lugares y extorsionando para evitar que otros mafiosos siguieran extorsionando.
En junio de 2013, la oficina del FBI de Nueva York redujo el número de agentes centrados en investigar a las cinco familias del crimen a treinta y seis agentes, divididos en dos escuadrones. En el pasado el FBI tenía un escuadrón separado de 10 a 20 agentes investigando a cada familia criminal. En la actualidad, el FBI cuenta con el "escuadrón C5", que en su momento investigó únicamente a la familia Genovese, pero que ahora investigará también a las familias Bonanno y Colombo, y el "escuadrón C16", que antes investigaba únicamente a la familia Gambino, pero que ahora investigará también a la familia Lucchese.
El 31 de mayo de 2017, 19 miembros y asociados de la familia criminal Lucchese fueron procesados y acusados por el FBI y el NYPD de asociación ilícita, agresión, intento de asesinato, robo a mano armada, asesinato, armas de fuego, fraude, manipulación de testigos, blanqueo de capitales, juego ilegal, delitos de tráfico de estupefacientes y contrabando de cigarrillos, que se remontaban al menos al año 2000. Miembros de la cúpula de los Lucchese Matthew Madonna, Steven Crea y Joseph DiNapoli se encontraban entre los acusados. El socio de los Lucchese Terrence Caldwell y soldado Christopher Londonio fueron acusados de participar en el tiroteo y asesinato de Michael Meldish, antiguo líder de la East Harlem Purple Gang y sicario de Lucchese en el Bronx, el 15 de noviembre de 2013. Caldwell ya estaba detenido por el intento de asesinato de Bonanno crime family el 29 de mayo de 2013. soldado Enzo Stagno, que recibió un disparo en el pecho en East Harlem, Manhattan. A finales de 2012, Crea ordenó a Vincent Bruno y al soldado Paul Cassano asesinar a un socio de Bonanno que le faltó al respeto, los dos hombres fueron a su casa con armas, pero el contrato no se llevó a cabo. Según el FBI, Crea dio su aprobación en octubre de 2016 al soldado Joseph Datello para asesinar a un informante en New Hampshire, pero no tuvo éxito en la búsqueda del informante. El propio Datello fue acusado de operar una red de contrabando de drogas de América del Sur a los Estados Unidos con otros mafiosos Lucchese, con cinco kilogramos de cocaína, más de un kilogramo de heroína y más de 1.000 kilogramos de marihuana presuntamente introducido en el país. Crea fue acusado personalmente de fraude postal y electrónico en relación con una operación de desvalijamiento relacionada con la construcción de un hospital de Nueva York. Originalmente todos menos dos de los acusados se enfrentaban a la pena de muerte o cadena perpetua, sin embargo en mayo de 2018 la U. UU anunció que no pediría la pena de muerte para Crea, Madonna, Londonio, Steven Crea Jr. y Caldwell.
El 4 de enero de 2019 Joseph Datello recibió una condena de 14 años de prisión, tras declararse culpable de conspiración para cometer chantaje, incluido el intento de asesinato del testigo, tráfico de narcóticos y cobro de deudas mediante amenaza de violencia el 24 de septiembre de 2018. El 20 de agosto de 2019, Steven Crea Jr. se declaró culpable de los cargos de asociación ilícita y conspiración de asesinato y posteriormente fue condenado a 13 años de prisión.
El 15 de noviembre de 2019, Matthew Madonna, Steven Crea, Christopher Londonio y Terrence Caldwell fueron condenados en White Plains un tribunal federal por el asesinato de Michael Meldish. El 27 de julio de 2020, Madonna, Londonio y Caldwell fueron condenados a cadena perpetua por el asesinato de Meldish. El 27 de agosto de 2020, Crea fue condenado a cadena perpetua, junto con una multa de 400.000 dólares y el decomiso de un millón de dólares.

### Liderazgo actual
Aunque en prisión de por vida, Victor Amuso sigue siendo el jefe oficial de la familia criminal Lucchese.
El 27 de marzo de 2018, el soldado de la familia criminal Lucchese, Dominick Capelli, y nueve asociados fueron arrestados como parte de la Operación "The Vig Is Up". El fiscal general Eric T. Schneiderman anunció que se trataba del mayor caso de usura investigado por la Fiscalía General de Estados Unidos. Más de 47 personas fueron identificadas como víctimas de usureros, a quienes presuntamente se les cobraban exorbitantes tasas de préstamos semanales que promediaban más del 200 por ciento anual, creando efectivamente una trampa de deuda de alto costo para todas las personas que tomaban dichos préstamos. Al parecer, los acusados operaban desde New Rochelle, Nueva York y el Bronx. También se dijo que los acusados dirigían una operación ilegal de apuestas que generaba más de 1,5 millones de dólares en apuestas anuales.
En otra acusación de abril de 2018, el soldado de Lucchese Anthony Grado y su socio Lawrence "Fat Larry" Tranese fueron arrestados por obligar a un médico a recetarles más de 230.000 oxicodona pastillas entre 2011 y 2013. Se señaló que Grado ordenó a uno de sus compañeros que apuñalara al médico no identificado de Brooklyn durante una visita, quien cumplió con la tarea. Grado fue grabado amenazando al médico, diciendo: "Si las recetas van a parar a manos de alguien que no sea el mío, te meteré una bala en la cabeza". Ambos hombres se declararon culpables el 5 de abril de 2018. La investigación se llevó a cabo mediante escuchas telefónicas, cámaras de vigilancia, micrófonos ocultos en coches, agentes encubiertos, cámaras ocultas y costó más de un millón de dólares. Grado fue condenado a 12 años de prisión y Tranese a más de tres años.
En octubre de 2018, el socio Vincent Zito fue asesinado en su casa de Sheepshead Bay, Brooklyn. Fue encontrado con dos disparos en la nuca y se recuperó una pistola junto a su cuerpo. Zito era presuntamente un usurero. Su hermano Anthony Zito fue encarcelado por extorsión en 1971 y era un conocido socio del actual jefe de los Lucchese Vic Amuso.
En mayo de 2019, el testigo del gobierno y antiguo soldado de los Lucchese John Pennisi testificó en el juicio contra Eugene Castelle y reveló el liderazgo actual de la familia del crimen. Pennisi testificó que en 2017, el jefe Vic Amuso, encarcelado de por vida, envió una carta al subjefe Steven Crea en la que afirmaba que el mafioso afincado en Brooklyn Michael "Big Mike" DeSantis asumiría el cargo de jefe en funciones en sustitución de Matthew Madonna. El testimonio de Pennisi afirmó que si la facción del Bronx se negaba a apartarse, el jefe encarcelado Amuso había aprobado una lista negra que incluía a un capitán y a varios miembros de la facción del Bronx. Durante el testimonio de Pennisi, reveló que la familia Lucchese opera con un total de siete cuadrillas: dos en el Bronx, dos en Long Island, una en Manhattan, una en Nueva Jersey y la cuadrilla de John Castellucci de Brooklyn (anteriormente la antigua cuadrilla de Amuso-Casso), que ahora tiene su base en la sección de Tottenville de Staten Island. Los agentes de la ley han declarado que el mafioso de Brooklyn Patrick "Patty" Dellorusso es el nuevo subjefe en funciones y que el mafioso del Bronx Andrew DiSimone es el nuevo Consigliere.
El 16 de diciembre de 2020, el soldado John Perna se declaró culpable de agresión con agravantes al marido de Dina Cantin, que ha aparecido en Real Housewives of New Jersey. Perna fue contratado por Thomas Manzo, que es el ex marido de Cantin; Perna llevó a cabo el asalto a cambio de un descuento en el precio de su banquete de boda.
El 13 de septiembre de 2022, cinco miembros y asociados de los Lucchese fueron procesados y acusados de dirigir una extensa y larga operación de apuestas ilegales. Arrestado por el esquema fue soldado de la familia Anthony Villani, y asociados James "Quick" Coumoutsos, Dennis Filizzola, Michael "Platinum" Praino, y Louis "Tooch" Tucci, Jr. Los cinco Entre los cargos que se les imputaban figuraban asociación ilícita, blanqueo de dinero, juego ilegal e intento de extorsión.

## Liderazgo histórico

### Jefe (oficial y en funciones)
- 1922-1930: Gaetano "Tommy" Reina:[87] asesinado el 26 de febrero de 1930.
- 1930: Bonaventura "Joseph" Pinzolo:[87] asesinado el 5 de septiembre de 1930
- 1930-1951: Tommaso "Tommy" Gagliano:[87] se retiró en 1951, murió el 16 de febrero de 1953
- 1951-1967: Gaetano "Tommy Brown" Lucchese:[87] murió el 13 de julio de 1967[88][89][90]
  - 1966-1967: Carmine Tramunti: dimitió.
  - En funciones 1967: Ettore "Eddie" Coco:[87] dimitió
- 1967-1973: Carmine "Mr. Gribbs" Tramunti:[87] encarcelado en octubre de 1973
- 1973-1986: Anthony "Tony Ducks" Corallo:[87] acusado el 15 de febrero de 1985, condenado el 19 de noviembre de 1986 en el Juicio de la Comisión de la Mafia y sentenciado el 13 de enero de 1987 a 100 años de prisión. Se retiró
- 1986-presente: Vittorio "Vic" Amuso:[87][91] detenido en 1991, recibió una condena a cadena perpetua en enero de 1993[23]
  - En funciones 1991: Alphonse "Little Al" D'Arco:[87].[92]
  - En funciones 1995-1998: Joseph "Little Joe" DeFede:[93] encarcelado en 1998.
  - En funciones 1998-2000: Steven "Stevie" Crea:[87] encarcelado el 6 de septiembre de 2000[36]
  - En funciones 2000-2003: Louis "Louie Bagels" Daidone:[87] encarcelado en marzo de 2003, recibió cadena perpetua en enero de 2004
  - En funciones 2009-2017: Matthew "Matty" Madonna: acusado 2007 y 2009; acusado 2017 y dimitido,[52][53][60][82] condenado a cadena perpetua 2020[69][70].
  - En funciones 2017-presente: Michael "Big Mike" DeSantis[82]

### Jefe callejero
El jefe callejero es considerado el hombre al que acude el jefe y es responsable de transmitir las órdenes a los miembros de menor rango. En algunos casos, el papel de jefe callejero ha sido sustituido por un "panel de mando" (de capos).
- 1990-1991: Alphonse "Little Al" D'Arco: ascendido a jefe en funciones [21][92]
- 1991: Panel gobernante: Anthony Baratta, Salvatore Avellino, Frank Lastorino y Alphonse D'Arco[95] (21 de septiembre de 1991, D'Arco se convirtió en testigo del gobierno[92]).
- 1991-1993: Panel gobernante: Anthony Baratta (encarcelado en junio de 1992), Salvatore Avellino (encarcelado en abril de 1993) y Frank Lastorino (encarcelado en abril de 1993).
- 1993-1995: Panel gobernante: Steven Crea, Joseph DeFede y Domenico Cutaia[96] (en 1995 Cutaia fue procesado)
- 2003-2009: Panel gobernante: Aniello Migliore, Joseph DiNapoli y Matthew Madonna: dos miembros DiNapoli y Madonna fueron acusados en 2007 y procesados en 2009[38][39]

### Subjefe (oficial y en funciones)
- 1922-1930: Tommaso "Tommy" Gagliano: ascendido a jefe.
- 1930-1951: Gaetano "Tommy" Lucchese: ascendido a jefe
- 1951-1973: Stefano "Steve" LaSalle:[97][98] retirado
- 1973-1979: Aniello "Neil" Migliore:[38] acusado 
  - En funciones 1974-1976: Andimo "Tony Noto" Pappadio: asesinado el 24 de septiembre de 1976
- 1979-1986: Salvatore "Tom Mix" Santoro Sr.: encarcelado en el Caso de la Comisión.
- 1986-1989: Mariano "Mac" Macaluso:[91][99] se retiró en 1989
- 1989-1993: Anthony "Gaspipe" Casso:[91] fugitivo desde enero de 1991 hasta su arresto el 19 de enero de 1993; se convirtió en testigo del gobierno en 1994; falleció el 15 de diciembre de 2020.
  - En funciones 1991-1992: Anthony "Bowat" Baratta:[100] encarcelado en junio de 1992.[101]
- 1993-2020: Steven "Stevie" Crea:[102] jefe en funciones 1998-2000;[103] encarcelado 2000-2006;[104] procesado en 2017,[52][53][60][61] condenado a cadena perpetua el 27 de agosto de 2020, degradado[71][72]
  - En funciones 1998-2000: Eugene "Boopsie" Castelle: encarcelado en noviembre de 2000[105][106]
  - En funciones 2000-2002: Joseph "Joe C." Caridi: acusado el 14 de noviembre de 2002[107]
  - En funciones 2002-2006: Aniello "Neil" Migliore: dimitió
  - En funciones 2017-2020: Patrick "Patty" Dellorusso:[82] se convirtió en subjefe.
- 2020-presente: Patrick "Patty" Dellorusso

### Consigliere (oficial y en funciones)
- 1931-1953: Stefano "Steve" LaSalle: ascendido a subjefe
- 1953-1974: Vincenzo "Vinny" Rao:[97][98] encarcelado de 1965 a 1970,[108] retirado
  - En funciones 1965-1967: Mariano "Mac" Macaluso[109]
  - En funciones 1967-1974: Paul "Paulie" Vario:[110] encarcelado de 1974 a 1976[111][112][113][114]
- 1974-1979: Vincent "Vinnie Beans" Foceri:[115] falleció en 1979[116]
- 1981-1996: Christopher "Christie Tick" Furnari: encarcelado desde 1986 hasta el 19 de septiembre de 2014.
  - En funciones 1986-1987: Ettore "Eddie" Coco:[99] retirado.
  - En funciones 1987: Aniello Migliore: encarcelado[117]
  - En funciones 1987-1989: Anthony "Gaspipe" Casso: ascendido a subjefe[91]
  - En funciones 1990-1991: Steven "Stevie" Crea[118]
  - En funciones 1991-1993: Frank "Big Frank" Lastorino: encarcelado en abril de 1993[101]
  - En funciones 1993-1996: Frank "Frankie Bones" Papagni:[119] encarcelado en septiembre de 1996[101]
- 1996-2002: Louis "Louie Bagels" Daidone: ascendido a jefe en funciones en 2000.
- 2002-2006: Joseph "Joe C." Caridi: encarcelado 2003-2009[120][121]
  - En funciones 2003-2006: Joseph "Joey D." DiNapoli: se convirtió en Consigliere.
- 2006-2017: Joseph "Joey D." DiNapoli: procesado en 2007 y 2009; procesado en 2017 y dimitido[122][53][60]
- 2017-presente: Andrew DiSimone:[82]